# Рома Дауні
Рома Дауні (англ. Roma Downey, нар.. 6 травня 1960, Деррі, Лондондеррі, Північна Ірландія, Велика Британія) — американська акторка, співачка і продюсерка ірландського походження. Найвідоміша роль у телесеріалі «Дотик ангела» (1994—2003), який приніс їй дві номінації на «Еммі» та «Золотий глобус».

## Раннє життя
Дауні народилася 1960 року і виросла в Деррі. Навчалася у Thornhill College. Спочатку хотіла стати художницею, здобула ступінь бакалавра в University of Brighton, але пізніше вирішила освоїти акторську професію, закінчивши драматичну студію Лондона, де виступала в п'єсах Шекспіра, Шоу, і Чехова.

## Кар'єра
Дауні найбільш відома за роллю Моніки в телесеріалі «Дотик ангела», в якому знімалася з 1994 по 2003 рік. Серіал досяг популярності і тривав майже десятиліття. Дауні отримала дві номінації на «Еммі» в категорії «Найкраща акторка в драматичному серіалі» в 1997 і 1998, і на «Золотий глобус» за «Найкращу жіночу роль в телевізійному серіалі — драма» в 1998 і 1999 роках.
Дауні також знялася в кількох фільмах, таких як «Геракл і амазонки», «Родина напрокат», «Другий Медовий Місяць», «Клуб тих, що вижили», «Волохата історія», «Весільний танець» та «В гонитві за Рандаллс». В останні роки вона, головним чином, була зайнята виробництвом документальних фільмів і мультсеріалів.
Дауні виступила як творчиня і продюсерка міні-серіалу «Біблія», який вийшов в ефір у березні 2013 року.

## Особисте життя
З 1987 по 1989 рік була одружена з Ліландом Орсером. З 1995 по 1998 рік — з Девідом Енспаугом, в 1996 році народила доньку Райлі Марію. 28 квітня 2007 року Рома пошлюбила телевізійного продюсера Марка Бернетта.

## Фільмографія
| Рік         |    | Українська назва      | Оригінальна назва                                  | Роль                        |
| ----------- | -- | --------------------- | -------------------------------------------------- | --------------------------- |
| 1988        | с  | Одне життя, щоб жити  | One Life to Live                                   | леді Джоанна Лейтон         |
| 1991        | тф |                       | The 100 Lives of Black Jack Savage                 | Даніелла Сентклер           |
| 1991        | с  |                       | Disney Presents The 100 Lives of Black Jack Savage | Даніелла Сентклер           |
| 1991        | с  | Жінка на ім'я Джекі   | A Woman Named Jackie                               | Жаклін Буве Кеннеді Онассіс |
| 1992        | тф | З Встати і піти       | Getting Up and Going Home                          | Кімберлі Стівенс            |
| 1992        | тф | З Девлін              | Devlin                                             | Ейлін                       |
| 1993        | тф | Новий рік             | New Year                                           | Сюзанна Хартман             |
| 1994        | с  | Діагноз: вбивство     | Diagnosis Murder                                   | Хізер Уинслоу               |
| 1994        | тф | Геракл і амазонки     | Hercules and the Amazon Women                      | Іполита                     |
| 1994 — 2003 | с  | Дотик ангела          | Touched by an Angel                                | Моніка                      |
| 1995        | ф  | Останнє слово         | The Last Word                                      | Роксі                       |
| 1995        | тф | Зникла дитина         | A Child Is Missing                                 | Саманта Хелліган            |
| 1996 — 1998 | с  | Земля обітована       | Promised Land                                      | Моніка                      |
| 1997        | тф | Родина напрокат       | Borrowed Hearts                                    | Кетлін Расселл              |
| 1998        | тф |                       | Monday After the Miracle                           | Енні Салліван               |
| 1999        | тф |                       | A Secret Life                                      | Кессі Вітмен                |
| 1999        | тф | Обдурити довіру       | The Test of Love                                   | Кессі Уітмен                |
| 2001        | тф | Другий медовий місяць | Second Honeymoon                                   | Меггі Вестон                |
| 2001        | тф |                       | The Sons of Mistletoe                              | Хелен Радко                 |
| 2004        | тф | Клуб вижили           | The Survivors Club                                 | Джилліан Гейз               |
| 2004        | с  | Жіноча бригада        | The Division                                       | Ріган Гілансі               |
| 2004        | ф  | Волохата історія      | Funky Monkey                                       | Меган                       |
| 2008        | в  |                       | At Jesus 'Side                                     | Петра, озвучка              |
| 2009        | тф | Весільний танець      | Come Dance at My Wedding                           | Лаура Вільямс               |
| 2011        | тф | У гонитві за Рендалл  | Keeping Up with the Randalls                       | Барб                        |
| 2013        | с  | Біблія                | The Bible                                          | Марія                       |
| 2014        | ф  | Син Божий             | Son of God                                         | Марія                       |